# D-LITE D'scover TOUR 2013 IN JAPAN ∼DLIVE∼
《D-LITE D'scover TOUR 2013 IN JAPAN ∼DLIVE∼》는 대성의 첫 번째 일본 투어이다. 이 투어는 당초 2013년 3월 23일~24일 신호와 30일~31일 동경에서 각각 2회씩 한정적인 단독 콘서트를 열 예정이었으나 현지 팬클럽 응모 신청이 폭주해 17개 도시 21회 공연으로 대폭 확대하였고, 19개 도시 총 25회 공연을 개최하였다. 대성은 6월 18일 요코하마 아레나에서 열린 마지막 공연을 끝으로 총 10만 2천여명을 동원하며 3개월간 진행한 첫 아레나 투어를 성공적으로 마무리했다.

## 스페셜 게스트
- 거미

## 투어 일정
| 날짜            | 도시   | 장소                              | 관객 수        |
| --------------- | ------ | --------------------------------- | -------------- |
| 2013년 3월 24일 | 신호   | 고베 월드 기념홀                  | 통산 102,000명 |
| 2013년 3월 25일 | 신호   | 고베 월드 기념홀                  | 통산 102,000명 |
| 2013년 3월 30일 | 동경   | 부도칸                            | 통산 102,000명 |
| 2013년 3월 31일 | 동경   | 부도칸                            | 통산 102,000명 |
| 2013년 5월 1일  | 천엽   | 이치가야 문화회관                 | 통산 102,000명 |
| 2013년 5월 2일  | 천엽   | 이치가야 문화회관                 | 통산 102,000명 |
| 2013년 5월 4일  | 신석   | 니가타현민회관                    | 통산 102,000명 |
| 2013년 5월 6일  | 청삼   | 링크 스테이션 홀 아오모리         | 통산 102,000명 |
| 2013년 5월 8일  | 북해도 | 홋카이도 니토리 문화홀            | 통산 102,000명 |
| 2013년 5월 12일 | 궁성   | 센다이 선프라자 홀                | 통산 102,000명 |
| 2013년 5월 14일 | 기옥   | 오오미야 소닉시티                 | 통산 102,000명 |
| 2013년 5월 16일 | 동경   | 도쿄 후츄노모리 예술극장          | 통산 102,000명 |
| 2013년 5월 18일 | 애지   | 아이치현 예술극장 대 홀           | 통산 102,000명 |
| 2013년 5월 19일 | 애지   | 아이치현 예술극장 대 홀           | 통산 102,000명 |
| 2013년 5월 23일 | 병고   | 고베 국제회관 국제 홀             | 통산 102,000명 |
| 2013년 5월 24일 | 향천   | 가가와현 알파 아나부키 홀         | 통산 102,000명 |
| 2013년 5월 26일 | 강산   | 쿠라시키 시민회관                 | 통산 102,000명 |
| 2013년 5월 27일 | 광도   | 히로시마 문화학원 HBG 홀          | 통산 102,000명 |
| 2013년 6월 4일  | 장기   | 나가사키 브릭 홀                  | 통산 102,000명 |
| 2013년 6월 6일  | 복강   | 후쿠오카 선팔레스 호텔 홀         | 통산 102,000명 |
| 2013년 6월 7일  | 복강   | 후쿠오카 선팔레스 호텔 홀         | 통산 102,000명 |
| 2013년 6월 13일 | 좌하   | 사가현 비와코 홀                  | 통산 102,000명 |
| 2013년 6월 15일 | 대판   | 오사카 국제회의장 그랜큐브 오사카 | 통산 102,000명 |
| 2013년 6월 16일 | 대판   | 오사카 국제회의장 그랜큐브 오사카 | 통산 102,000명 |
| 2013년 6월 18일 | 횡빈   | 요코하마 아레나                   | 통산 102,000명 |